# Thaumatobactron poecilosoma
Thaumatobactron poecilosoma är en insektsart som beskrevs av Günther 1929. Thaumatobactron poecilosoma ingår i släktet Thaumatobactron och familjen Phasmatidae. Inga underarter finns listade i Catalogue of Life.